# Fecondazione

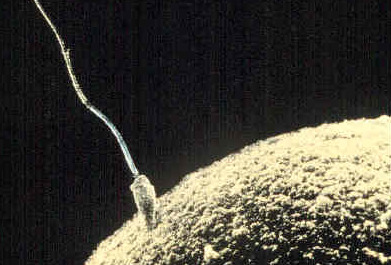
Fecondazione al microscopio elettronico a scansione

La fecondazione o singamia è il processo, tipico della riproduzione sessuata, in cui il gamete maschile e il gamete femminile si fondono, formando lo zigote, ovvero il primo stadio di un nuovo essere vivente.

## Storia
Aristotele aveva teorizzato che i nuovi individui si formino attraverso l'unione dei fluidi maschili e femminili, con forma e funzione che emergono gradualmente, in un modo da lui definito Epigenesi.
Nel 1784, Spallanzani dimostrò la necessità dell'interazione tra l'uovo della femmina e lo spermatozoo del maschio per formare uno zigote nelle rane.
Nel 1827, von Baer osservò per la prima volta l'ovulo di un mammifero placentato.
Oscar Hertwig descrisse, nel 1876, la fusione del nucleo di uno spermatozoo e di una cellula uovo di riccio di mare.

## Evoluzione
Esistono due modelli che spiegano come possa essersi evoluta la meiosi, e di conseguenza la fecondazione. Secondo il primo modello è la ricombinazione omologa osservata nei batteri (nei processi di trasformazione, coniugazione e trasduzione) ad essersi modificata al punto da arrivare a formare cellule sessuali. Secondo l'altro modello è la mitosi ad essersi evoluta in meiosi.

## Fecondazione nelle piante
La fecondazione nelle spermatofite avviene soltanto dopo l'impollinazione ossia, quando il polline arriva sullo stigma del fiore e aderisce alla sua superficie vischiosa. A questo punto il granulo pollinico completa il suo sviluppo e produce il tubo pollinico (gametofito maschile, che libera il gamete nell'ovario, dove è presente il gamete femminile o oosfera). I due gameti si fondono e creano una nuova cellula, detta zigote che si dividerà per originare un embrione, il seme. Con le fasi di disseminazione e germinazione crescerà poi una nuova piantina, simile all'organismo madre ma non uguale, unica nella sua specie.
Questa piantina è costituita da una piumetta, un fusticino e una radichetta.

## Fecondazione negli animali
La fecondazione può essere di due tipi: esterna e interna.
- Fecondazione esterna: avviene solo in acqua; l'ambiente acquatico consente all'individuo di rilasciare i gameti in modo che il partner al momento opportuno sia in grado di raccoglierli. La fecondazione in ambiente acquatico richiede una notevole emissione di gameti e un dispendio di energie molto alto con conseguente rischio di insuccesso.
- Fecondazione interna: i gameti maschili vengono rilasciati direttamente nell'apparato femminile. Basso dispendio energetico, alte probabilità di successo.
  - Fecondazione interna indiretta: è molto comune nei crostacei, negli anfibi e nei cefalopodi; le spermatofore (una sacca contenente gli spermatozoi dell'individuo) vengono asportate dal corpo del maschio e traslocate nel corpo della femmina, la quale le conserverà finché non ne avrà bisogno per la fecondazione.

I meccanismi della fecondazione sono stati studiati in modo particolarmente dettagliato nel riccio di mare e nel topo, ottimi organismi modello per spiegare rispettivamente la fecondazione esterna e la fecondazione interna.
Possiamo distinguere quattro eventi principali:
1. Contatto fra i gameti e riconoscimento specie-specifico
2. Blocco della polispermia
3. Fusione dei nuclei
4. Attivazione metabolica dello zigote

### Riccio di mare

Acrosome reaction diagram en

Affinché gli spermatozoi raggiungano l'ovocita è necessario un meccanismo di attrazione. Questo ruolo è svolto dalla famiglia di peptidi che attivano lo spermatozoo, SAP, presenti nell'involucro gelatinoso dell'ovocita. Queste proteine sono specie-specifiche, in modo da essere riconosciute solo da spermatozoi della stessa specie dell'uovo. I SAP, dissolvendosi nell'acqua, creano un gradiente di densità attorno all'ovocita. Gli spermatozoi sono fortemente sensibili a questo gradiente, e, per chemiotassi, seguono la direzione dove la concertazione di SAP aumenta, così da andare incontro all'uovo.
In Arbacia punctulata la SAP è stata identificata in Resact. Gli spermatozoi di A. punctulata (ma non quelli di altre specie, anche se filogeneticamente vicine) presentano dei recettori per Resact. Quando i recettori rilevano Resact, viene innescata la loro attività guanilil ciclasica. Il cGMP comporta l'apertura dei canali del calcio, con il conseguente aumento della motilità spermatica nella direzione verso l'aumento del gradiente di concentrazione.
Una volta raggiunto l'ovulo l'involucro gelatinoso innesca nello spermatozoo la reazione acrosomale. Questa si attiva solo se si forma uno zucchero solfatato specie-specifico, presente nell'involucro gelatinoso, viene riconosciuto da recettori di membrana dello spermatozoo.
Una volta avvenuto il legame zucchero-recettore vengono attivate tre proteine:
1. un canale del calcio che permette l'ingresso di ioni Ca2+ nella cellula
2. uno scambiatore sodio/idrogeno pompa protoni all'esterno e sodio all'interno
3. una fosfolipasi rilascia inositolo trifosfato, con conseguente rilascio del calcio intracellulare

L'elevata concentrazione di calcio in un ambiente basico innesca la fusione della membrana cellulare con la membrana acrosomale.
Inoltre l'actina glubulare presente in prossimità dell'acrosoma polimerizza, facilitando l'esocitosi del contenuto della vescicola, in particolare enzimi litici che consentono allo spermatozoo di attraversare l'involucro gelatinoso e la membrana vitellina.
In seguito alla reazione acrosomale vengono esposte le bindine sulla testa dello spermatozoo. Le bindine sono proteine specie-specifiche riconosciute da recettori presenti sulla membrana vitellina. Ciò assicura un'ulteriore selezione della specie degli spermatozoi.
Una volta avvenuto il legame bindine- recettori può avvenire la fusione dei gameti. La fusione è un processo attivo al quale partecipano sia l'uovo che lo spermatozoo: la credenza secondo la quale lo spermatozoo è attivo e l'uovo passivo è falsa. Al momento della fusione nella posizione di ingresso dello spermatozoo si forma, all'interno dell'uovo, un cono di fecondazione, formato dalla polimerizzazione dell'actina globulare, che facilita l'ingresso dello spermatozoo.
In seguito all'ingresso dello spermatozoo si innescano due meccanismi:
1. blocco rapido della polispermia
2. blocco lento della polispermia

Questi assicurano la normospermia, e quindi un normale assetto cromosomico. L'ingresso anche di solo uno spermatozoo in più porta a gravi difetti genetici e alla morte dell'embrione.
Il blocco rapido della polispermia consiste in una variazione del potenziale di membrana dell'ovulo da -70 mV a +20 mV. Tale variazione avviene dopo 1-3 secondi dal legame del primo spermatozoo, ed è dovuta ad un'apertura dei canali del sodio, permettendo l'ingresso di ioni Na+. Gli spermatozoi non possono fondersi ad una membrana con potenziale positivo.
Il potenziale di membrana rimane positivo per circa un minuto: il blocco rapido della polispermia assicura definitivamente la monospermia. In seguito alla fusione delle membrane si verifica il rilascio del calcio intracellulare dal reticolo endoplasmatico. L'aumento della concentrazione del calcio innesca la reazione dei granuli corticali, che avviene circa 20 secondi dopo l'ingresso del gamete maschile. Questo processo consiste nella fusione dei granuli corticali con la membrana cellulare, col conseguente rilascio del loro contenuto. In particolare vengono rilasciati:
- una serin proteasi che taglia i legami proteici fra membrana vitellina e membrana cellulare,
- dei mucopolisaccaridi, che richiamano acqua nello spazio contenuto fra membrana vitellina e membrana cellulare
- una transglutaminasi che reagisce con enzimi perossidasici di membrana, stabilizzando i legami crociati delle proteine di membrana vitellina, che diventa membrana di fecondazione
- una proteina ialina, che forma uno strato ialino, al quale l'ovulo aderisce con microvilli.

Il rilascio del calcio intracellulare è dovuto all'attivazione della fosfolipasi C, che produce inositolo trifosfato (IP3) e diacilgricerolo (DAG). Il primo provoca il rilascio dello ione calcio, il secondo attiva la protein chinasi C, che apre uno scambiatore Na+/H+. Questo insieme di eventi riattiva il metabolismo cellulare in quanto viene riattivato il ciclo cellulare e vengono sintetizzate gli mRNA materni (già presenti prima della fecondazione).
Al momento dell'ingresso il pronucleo spermatico ruota di 180°, così che il centriolo spermatico si interpone fra i due pronuclei, e forma un aster di microtubuli, consentendo l'avvicinarsi dei cromosomi materni e paterni. Il pronucleo maschile, che era fortemente condensato e modificato, subisce un notevole decondensamento, e perde i propri istoni modificati, sostituendoli con gli istoni materni. Quindi si forma il nucleo dello zigote.
I mitocondri paterni vengono degradati, quindi il genoma mitocondriale è trasmesso solo per via materna.